# 2. лаки артиљеријски пук ПВО ВРС
2. лаки артиљеријски ПВО пук је био једна од јединица 2. крајишког корпуса Војске Републике Српске. Командант пука, са прекидима, био је мајор Недјељко Игњатић. У периоду јун-новембар 1992. команданта је заступао мајор Саво Цвјетиновић.

## Састав и наоружање
Артиљеријски пук ПВО је основан 10. јуна 1992, са седиштем Меденом Пољу, Петровац. Попуњаван је војним обвезницима са територије општина Босански Петровац, Дрвар и Кључ а наоружање је из 11. морнаричко-десантне бригаде из Шибеника, која је почетком 1992. године упућена на ову територију. Део наоружања је добијен од 10. корпуса ЈНА из Бихаћа („праге” из 306. лап ПВО).
Пук је у саставу имао следеће јединице: две батерије топова 20/3 mm М-55, две батерије топова 30/2 mm М-53/59 ("праге") и једну батерију топова 40 mm М-1 (стари "Бофорс") Пук је штитио корпусне артиљеријске групе на ватреним положајима у рејонима Грахова, Гламоча и Бихаћа, командно мјесто корпуса и рејон аеродрома Гламоч. 

## Ратни пут
Током рата у Босни, припадници пука били су ангажовани и за пружање помоћи на фронту у улози пешадијских јединица у критичним периодима борбе на бихаћком фронт 1993. и 1994, као и на Купресу у октобру 1994 током напада на ову општину.
Дана 8. марта 1995. године пук је био у следећем борбеном распореду: команда и командна батерија у Петровцу, 1. лака артиљеријска батерија ПВО 20/3 на ватреном положају у селу Горње Пеуље, 2. батерија 20/3 у Меденом пољу, 1. лака самоходна батерија ПВО 30/2 mm по одељењима придата бригадама, 2. лака самоходна батерија ПВО 30/2 mm у Петровцу: први вод у припреми за ноћно гађање у Бадићу, други вод на обуци у објекту у Петровцу, вод Стрела – 2М, једно одељење у заседи за хеликоптер, пет одељења у Петровцу у готовости за употребу.
После повлачења из зоне одбране корпуса у операцији Вагањ, пук се извукао на простор око Санског Моста и разместио у рејон Сански Мост – село Фајтовци са командним местом у селу Хусимовци. Пук је наставио борбена дејства у саставу Оперативне групе–10 Првог крајишког корпуса, вршио је заштиту јединица на правцима Сански Мост – Кључ и Сански Мост – Крупа, а делом снага вршио подршку јединица, дејствујући по циљевима на земљи.

## Наоружање
- 2С1 Гвоздика
- Д30
- М-63 Пламен
- М-77 Огањ
- М-87 Оркан
- M70A/M70B1
- M72
- M76

## Послератни пут
У склопу реорганизације Војске Републике Српске, пук је у пролеће 1996. године предао средства Првом корпусу, а борачки састав је демобилисан.